# Panggungduwet
Panggungduwet is een bestuurslaag in het regentschap Blitar van de provincie Oost-Java, Indonesië. Panggungduwet telt 3221 inwoners (volkstelling 2010).